# Joseph Scheppers de Bergstein
Joseph Marie Antoine Maximilien Scheppers de Bergstein est né à Malines le 3 avril 1894 et est décédé Pro Patria au camp de concentration de Ellrich/Dora (Allemagne) le 12 octobre 1944.
Il fut combattant de la guerre de 1914-1918 et de la guerre 1939-1945. Commandant dans l’Armée Secrète, en résistance à l’occupation militaire allemande en 1940, il est arrêté et déporté en Allemagne.

## Biographie

### Vie familiale
Joseph Scheppers de Bergstein est le fils de Maximilien Scheppers de Bergstein (° Heyndonck 21.10.1867  ✝  Malines 01.12.1942), Bourgmestre de Heyndonck de 1896 à 1921, et de Pauline Anne Marie Joséphine Rosamonde de Kerckhove van der Varent (° Malines 20.03.1867  ✝ Ixelles 14.08.1955).
Il épouse le 8 novembre 1922 à Ixelles, Louise Berthe Antoinette Elisa de Witte de Haelen (° Ixelles 20.04.1899 ✝  Boisfort  11.02.1971).
Ils auront cinq enfants :

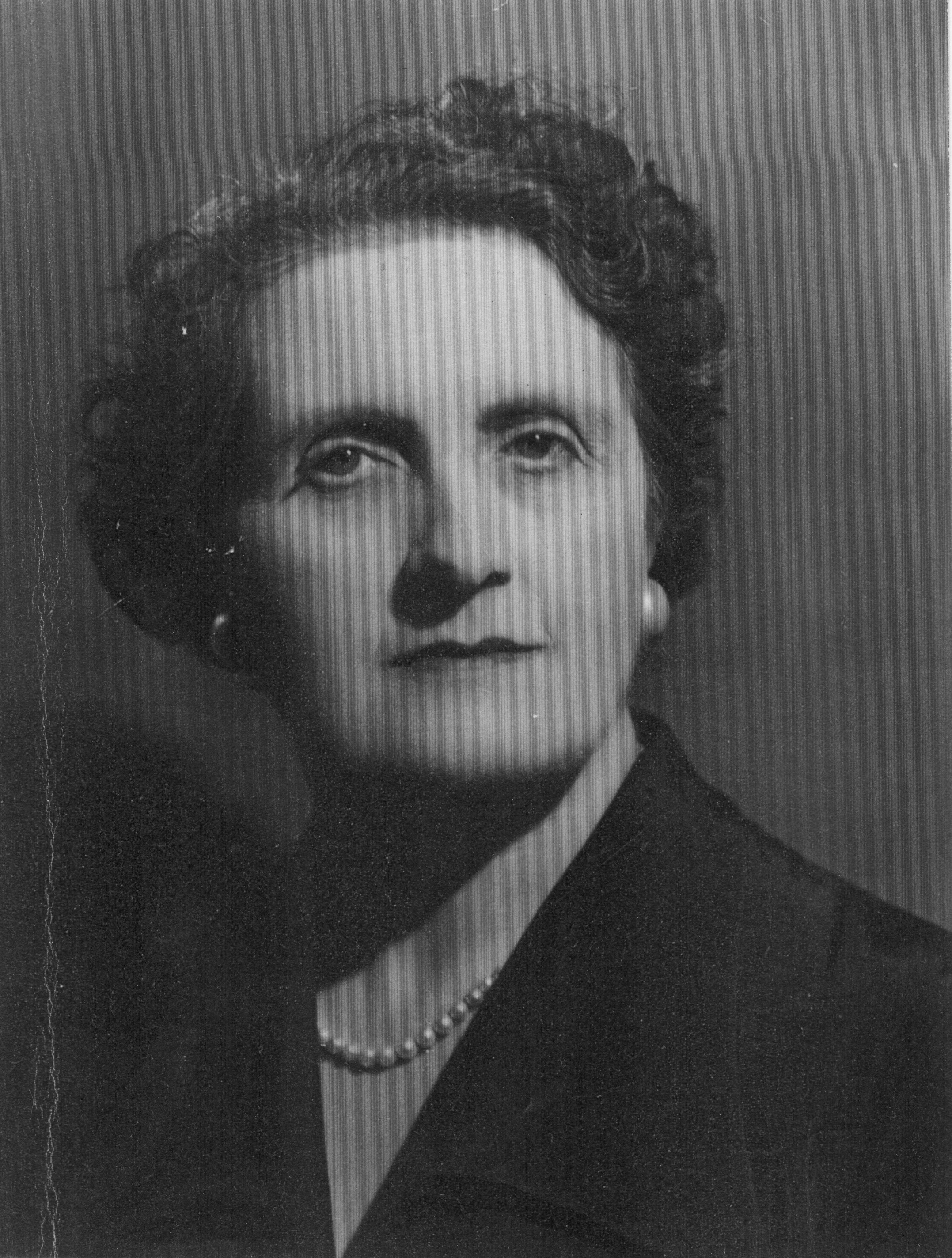
Louise de Witte de Haelen

1. Gaëtan (1925-2011) qui épousera Denise Smits (1925-1997), puis Jennifer Bussy (1942) en secondes noces,
2. Yvonne (1926-2005) qui épousera François Goethals (1923-2004),
3. Edith (1927-2005) qui épousera René-Albert d'Andrimont (nl) (1925-2024),
4. Myriam (1929-2011) qui épousera Thierry Coomans de Brachène (nl) (1927-1975), puis Serge Goemaere (1928-2013) en secondes noces,
5. Baudouin (1930-1995) qui épousera Régine d’Huart (1935-2018).

### Origine de la famille Scheppers
Joseph est le descendant d’une vieille famille patricienne malinoise dont l’origine certaine remonte à 1490. Ses membres sont présents dans les affaires, dans les beaux-arts, dans la vie publique, la magistrature et dans le clergé.
Les Scheppers possédaient de nombreuses terres et fermes, d’où la formation en agronomie de Joseph qu’il dû interrompre avec le début de la guerre en août 1914. La famille tire son patronyme de son domaine ‘Bergstein’ dans la commune de Heindonk (anciennement Heyndonck) aujourd'hui rattachée à la commune de Willebroeck.
L'arrêté royal du 25 octobre 1929 a formalisé l'usage du nom « Scheppers de Bergstein ».
La famille Scheppers de Bergstein obtint le 24 février 1959 concession de noblesse.

### Première Guerre Mondiale
Engagé volontaire dans l’armée belge en août 1914, il rejoint le front de l’Yser comme simple soldat. Il y passera presque quatre années jusqu’au début de 1918. Gravement blessé et gazé, il est retiré du front et envoyé pendant plusieurs mois dans un hôpital militaire à Nice/France.
Lors de l’armistice en novembre 1918 il est hospitalisé pour de nouvelles blessures à l’hôpital de l’Océan à La Panne.
Joseph se distingue sur le front. Il est cité plusieurs fois à l’Ordre du Jour de l’armée et termine la guerre avec le grade de 1er Lieutenant. Il fait partie du contingent de l’armée Belge qui va aux USA pour célébrer la victoire. Il reste officier d’active jusqu’en 1925.
Il rejoint l’Ecole Royale Militaire et passe son brevet de Capitaine. Il quitte l’armée et devient officier de réserve. Il passera plus tard son brevet de Capitaine-Commandant de réserve.
De 1922 à 1944, il habite le château d’Emaus, propriété de famille, avec son épouse et ses cinq enfants.

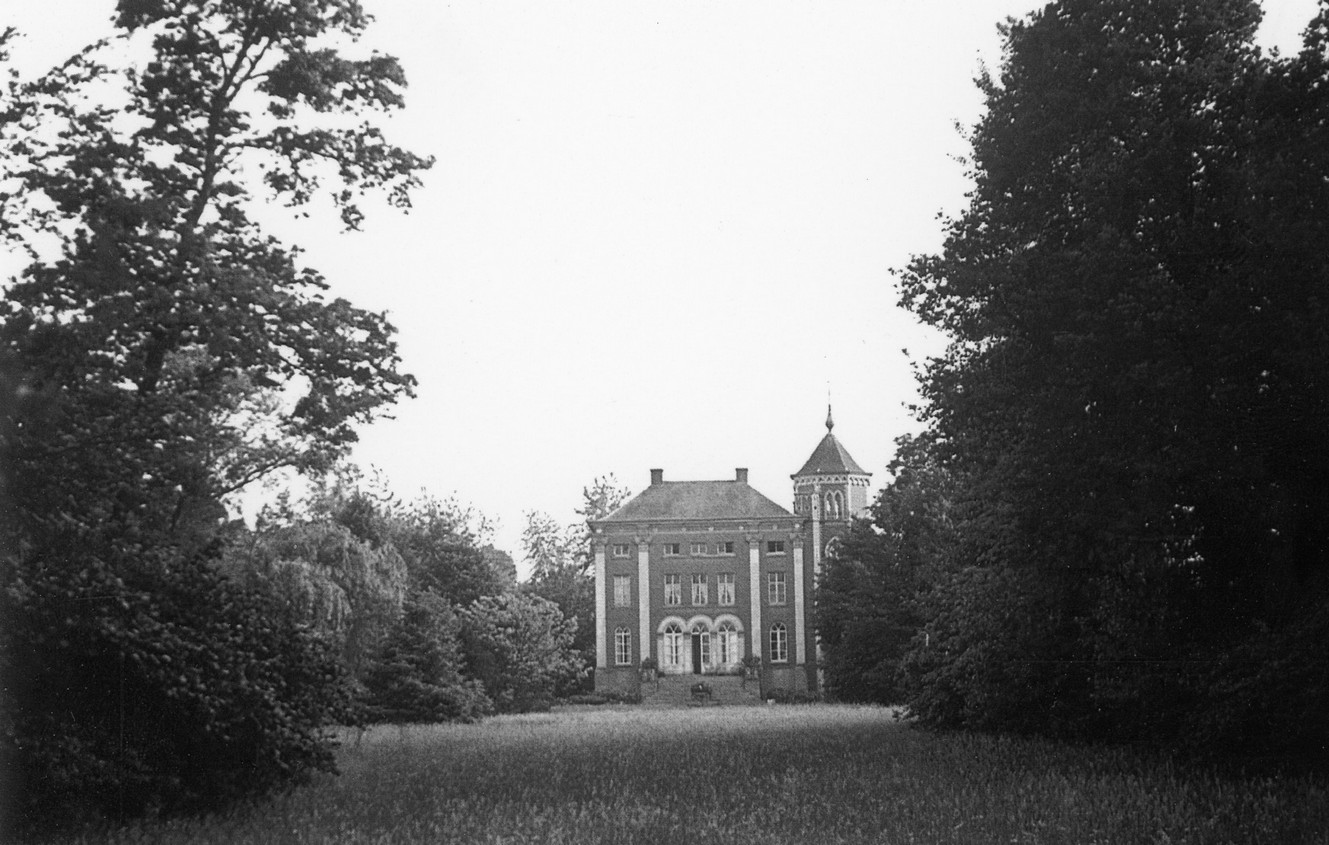
Château d'Emaus

### Seconde Guerre Mondiale
En septembre 1939, il est mobilisé comme officier de réserve au 7e régiment de Ligne, dans la région de Eben-Emael. Début mai 1940, il est nommé commandant du QG de la 4e division d’infanterie. Il fait la Campagne des 18 jours.
Lors de la capitulation le 28 mai 1940 il se trouve à Oostende.
Il est arrêté, et ensuite libéré le 9 juin 1940. Il rentre chez lui à Malines où il trouve le château occupé par des officiers de la Luftwaffe. Les allemands partent le lendemain à la suite de la retraite de l'armée française. Les allemands ont vidé le château de ses beaux meubles et tableaux, notamment un tableau du peintre flamand Jacob Jordaens "Retour de la Sainte famille de la fuite en Égypte (en)", qui sera retrouvé en France en 2022 et restitué en 2025 aux descendants de Joseph.

#### Résistance
Joseph Scheppers de Bergstein organise le mouvement de résistance de l’Armée Secrète pour l’arrondissement de Malines, qu’il commandera jusqu’en février 1944.
Il installe une station radio clandestine dans la tour du château d’Emaus d’où il communiquera avec Londres pendant toute la guerre. Le château étant fort isolé, les communications ne seront jamais repérées par les allemands.
De nombreux réfugiés en transit vers l’Angleterre seront cachés au domaine sans être inquiétés; plusieurs fermes appartenant au domaine permettant de nourrir beaucoup de bouches sans être repérés.

#### Arrestation et déportation
Joseph est arrêté par la Gestapo le 29 février 1944, à la suite d'une dénonciation. Il est incarcéré à la prison d’Anvers : «Kriegswehrmachtgefängnis» où il est remis entre les mains de la Sicherheitspolizei. Joseph ne parlera pas. Aucun membre de son réseau ni de l’Armée Secrète ne sera inquiété. Il lui en sera rendu un vibrant hommage à la libération.
Le 6 mai 1944, Joseph fait partie du convoi ferroviaire qui part d’Anvers, s’arrête à Willebroeck pour embarquer les prisonniers venant de Breendonck, et enfin à Schaerbeek pour les derniers prisonniers de St Gilles.
Après le convoi roule sans arrêt jusqu’à Buchenwald où il arrive le 8 mai en soirée. Matricule 48989, il sera ensuite transféré au camp de Ellrich où il subit des sévices. Il avait 50 ans. Son décès ne sera formellement confirmé que début 1946, avec le certificat de décès provenant des archives du camp de Buchenwald.

## Honneurs et distinctions
Joseph Scheppers de Bergstein est détenteur de nombreuses décorations :
- Croix de Guerre 1914-1918 avec 3 palmes de bronze et 2 lions pour citation à l’Ordre du jour de l’Armée[13]
- Officier de l’Ordre de Léopold à titre militaire avec palmes pour citation à l’Ordre du jour de l’Armée
- Commandeur de l’Ordre de Léopold à titre militaire pour distinction
- Officier de l’Ordre de la Couronne
- Croix de guerre 1940 avec palme au monogramme L pour citation à l’Ordre du jour de l’Armée
- Médaille inter alliée de la victoire (1919)(Ruban en version  Française)
- Médaille commémorative de 1914-1918 avec deux croix rouges pour blessures
- Croix du feu distinguant les combattants les plus méritants (1914-1918)
- Médaille commémorative de la guerre 1940-1945, pour distinction
- Médaille commémorative du centenaire de l’indépendance (1830), pour distinction

### Hommages
1. Éloge Posthume de l’Armée secrète (Belgique) - 1er juin 1945
2. Éloge posthume ‘Gazette de Malines (nl)’ - 23 mai 1946[14]
3. Éloge posthume du Général-Major Gérard - 29 septembre 1946
4. Concession de Noblesse accordée à la famille par le Roi Baudouin 1er le 24 février 1959

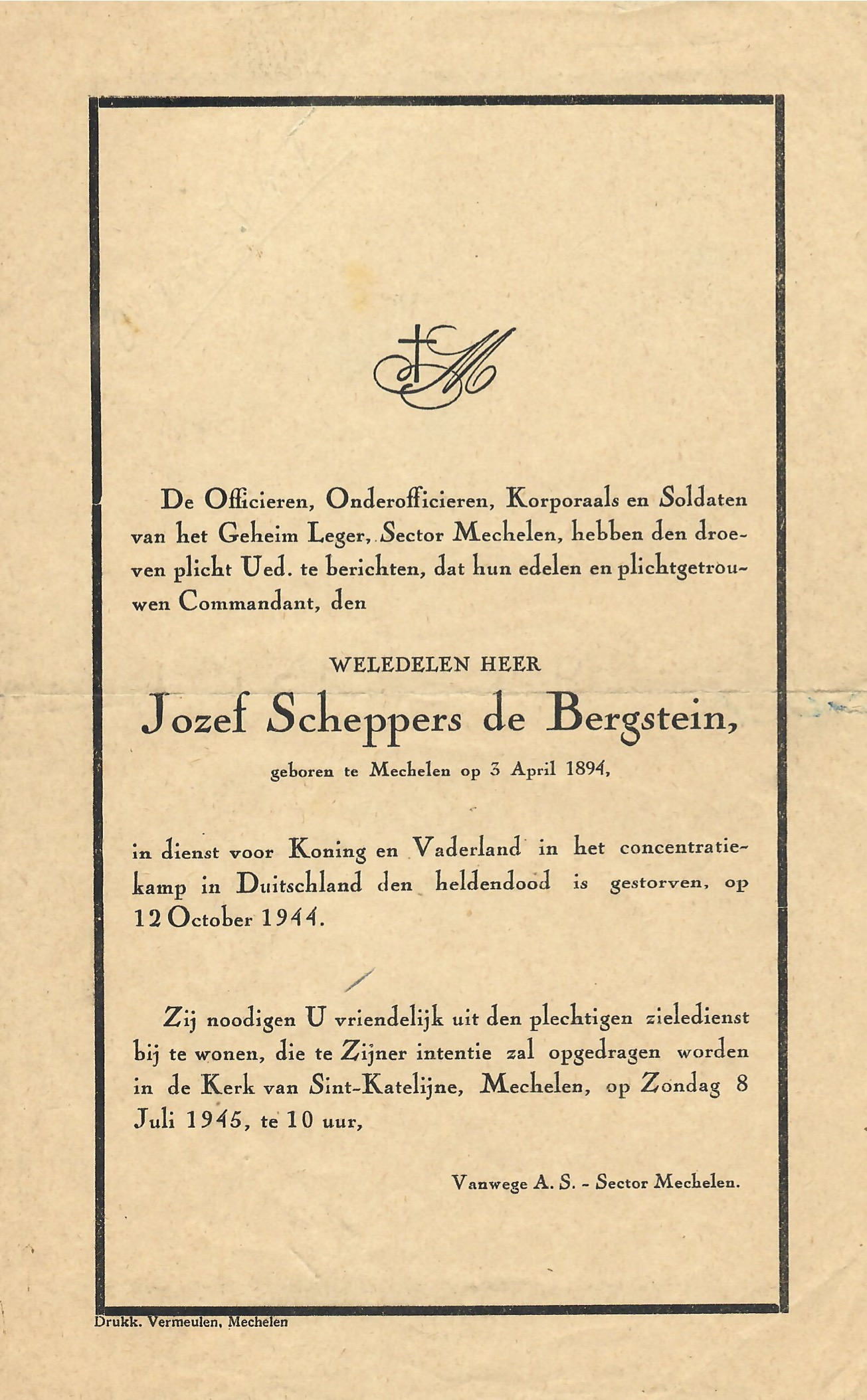
Nécrologie de Armée Secrète (Secteur de Malines) de Joseph Scheppers de Bergstein

## Sources
1. ↑  Van Lerberghe, « Joseph Marie Antoine Maximilien SCHEPPERS de BERGSTEIN (1894-1944) » Van Lerberghe genealogy » Généalogie Online », sur Généalogie Online (consulté le 22 mars 2025)
2. ↑  (nl) « Restitution d'un Jordaens spolié par les nazis », sur FOD Economie salle de presse, 5 février 2025 (consulté le 23 mars 2025)
3. ↑  Félix-Victor Goethals, Genealogia familiae Scheppers, coll. « Catalogue de la Bibliothèque de M. F.-V. Goethals : manuscrits », - (lire en ligne)
4. ↑  Jean de Launois, « Généalogie de la famille de Schepper dite Scheppers », dans L'Intermédiaire des Généalogistes, vol. 303, Belgique, S.C.G.D., 1996, p. 121
5. ↑  Octave Le Maire, Notice sur la famille de Schepper, dite Scheppers / Octave Le Maire, 1922 (lire en ligne)
6. ↑  Karel de Decker, Heindonk en het kasteel Bergstein van de familie Scheppers, 2002, 159 p. (lire en ligne).
7. ↑  « Avis Officiels - Publications Légales », Moniteur Belge, no 304,‎ 31 octobre 1929
8. ↑  Paul Janssens et Luc Duerloo, Armorial de la noblesse belge du XVe au XXe siècle, Bruxelles, 1992, pp. 447-448.
9. ↑  « Kasteel en domein 'Emmaüs', Emmaüsdreef 2-10 en Generaal de Wittelaan 23 | Regionale Beeldbank », sur www.regionalebeeldbank.be (consulté le 23 mars 2025)
10. ↑  https://www.histoire-des-belges.be/au-fil-du-temps/epoque-contemporaine/belgique-dans-la-deuxieme-guerre-mondiale/la-campagne-des-18-jours
11. ↑  https://www.rtbf.be/article/belgique-retour-de-la-sainte-famille-de-la-fuite-en-egypte-de-jacob-jordaens-vole-par-les-nazis-pendant-la-seconde-guerre-11499714
12. ↑  https://collections.arolsen-archives.org/en/search/person/5521247?s=Joseph%20Scheppers%20de%20Bergstein&t=1591341&p=0
13. ↑  « Distinction Honorifiques pour Actions d'éclat », Le Courrier de l'Armée, no 475,‎ 18 septembre 1917
14. ↑  (nl) « Posthume hulde aan wijlen kapitein-commandant Scheppers de Bergstein leider van het « Geheim Leger», arrondissement Mechelen », Gazet van Mechelen,‎ 23 mai 1946